# Tofersen
Tofersen, est un oligonucléide antisens utilisé dans le traitement de la sclérose latérale amyotrophique. Il est vendu sous la marque Qalsody.

## Mode d'action
Il s'agit d'un oligonucléotide antisens qui diminue la production de la superoxyde dismutase.

## Usage médical
C'est un médicament utilisé pour traiter la sclérose latérale amyotrophique. Plus précisément, il est utilisé chez les personnes présentant une mutation du gène superoxyde dismutase 1 , présent dans 2 % des cas,. Il est administré par ponction lombaire.

## Effets secondaires
Les effets secondaires courants comprennent la fatigue, les douleurs articulaires, l’augmentation des globules blancs du LCR et les douleurs musculaires; d'autres effets secondaires peuvent inclure une myélite, une augmentation de la pression intracrânienne et une méningite aseptique.

## Histoire
Tofersen a été approuvé pour un usage médical aux États-Unis en 2023. En 2023, il coûte environ 158 000 dollar américain par an aux États-Unis. Il a obtenu le statut de médicament orphelin en Europe en 2016. En 2024, la Haute Autorité de santé en France n'a pas autorisé l'accès précoce à ce médicament, en raison de résultats non statistiquement significatifs d’efficacité sur des critères cliniques dans une étude comparative versus placebo,